# Со щитом или на щите
Со щитом или на щите (др.-греч. ἢ τὰν ἢ ἐπὶ τᾶς, лат. aut cum scuto, aut in scuto) — фразеологизм, означающий призыв победить, добиться цели или погибнуть со славой. Восходит к Древней Спарте, где павшего в бою воина, предположительно, несли с поля битвы на его щите.

## Первоначальная форма фразеологизма
Первоначальная форма фразеологизма в древнегреческом языке — «ἢ τὰν ἢ ἐπὶ τᾶς» («с ним или на нём»). Исследователи возводят его к фрагменту из небольшого сочинения древнегреческого историка Плутарха «Изречения спартанских женщин». Некоторые историки оспаривают принадлежность этого сочинения Плутарху. Причина — незавершённость и необработанность сборника. Некоторые историки считают сборник незаконченной работой самого Плутарха, так как некоторые фрагменты из него присутствуют в биографии Агесилая, принадлежащей Плутарху, а также встречаются в других «Моральных сочинениях» этого автора.
Этот фрагмент в оригинале и русском переводе:

16. ῎Αλλη προσαναδιδοῦσα τῷ παιδὶ τὴν ἀσπίδα καὶ παρακελευομένη· «τέκνον“ ἔφη, „ἢ τὰν ἢ ἐπὶ τᾶς»
(16. Однажды спартанка, вручая сыну щит, внушала ему: «Или с ним, сын мой, или на нём») — Πλούταρχος. Λακαινών Αποφθέγματα 241F
Некоторые античные писатели считали, что вторую часть изречения следует понимать как прямое распоряжение не выпускать щит из рук, то есть сражаться до конца (тяжёлый щит обычно бросали воины во время бегства). Плутарх приписывает эту фразу неизвестной по имени спартанке и не пишет напрямую о широкой распространённости фразеологизма в Древней Спарте. В настоящее время принято считать, что Плутарх имеет в виду обычай приносить на щите домой убитых воинов. На этот обычай указывает фрагмент из сочинения «Изречения спартанцев» (235А) — «Вот Фрасибула в Питану внесли на щите бездыханным».
Советский историк-антиковед М. Н. Ботвинник соотносит фразеологизм с цитатой из Валерия Максима и находит в ней некоторое обоснование широкого распространения его в Древней Спарте и Риме:

Клеарх, спартанский полководец, поддерживал воинскую дисциплину примечательными, раз за разом повторяемыми словами: полководца должны больше бояться свои воины, нежели враги. Тем самым он внушил солдатам простую мысль: если сомневаешься, отдать ли свою жизнь в бою, лишишься её при наказании. Это стало чем-то вроде лозунга, который внедрялся спартанцам ещё дома, до сражения. Этого вполне достаточно для чужеземных сведений, тем более что мы можем привести и наши собственные примеры, более изобильные и плодотворные— Валерий Максим. Достопамятные деяния и изречения
Впоследствии возникла традиция приписывать это изречение не анонимной спартанке, а Горго (около 507 — после 480 до н. э.), жене спартанского царя Леонида I. По предположению историков, это впервые сделала византийская энциклопедия Иоанна Стобея, ссылавшаяся на Аристотеля, но соответствующий фрагмент его сочинения не сохранился (Stob. VII 31). Иногда современные лингвисты ошибочно напрямую утверждают, что Плутарх приписывал этот фразеологизм именно Горго.

## Греческий щит
Гопло́н (или аргивский щит) — круглый выпуклый щит тяжеловооружённого пехотинца (гоплита), получил своё наименование от термина (др.-греч. ὅπλον), который первоначально в греческом языке обозначал «оружие». Греки отличали его от другой разновидности щита — «асписа» (др.-греч. аσπίς). Диаметр гоплона — от 80 сантиметров до 1 метра; щит прикрывал воина от подбородка до колен. Этот тип щита появился, предположительно, в VIII веке до н. э.; это предположение основано на появлении в это время изображений на керамике. Основа представляла собой соединённые деревянные планки. С внутренней стороны обтягивалась кожей, с внешней — покрывалась бронзой или железом. На внутренней стороне располагалась бронзовая рукоять, куда рука просовывалась до локтя. Кистью руки воин сжимал вторую рукоять, расположенную у края щита. Она изготавливалась из шнура или кожаного ремешка. Иногда к нижней части гоплона прикреплялась «занавеска», изготовлявшаяся из кожи, войлока или ткани. Она заменяла поножи и предназначалась для защиты ног гоплита от стрел и дротиков. Появилась она позже — в начале V века до н. э. с началом греко-персидских войн. Гоплон весил от 6 до 15 килограммов.
Французский художник-классицист Жан-Жак-Франсуа Ле Барбье изобразил сцену прощания спартанца со своей матерью на картине «Спартанка вручает щит своему сыну» из Портлендского художественного музея.

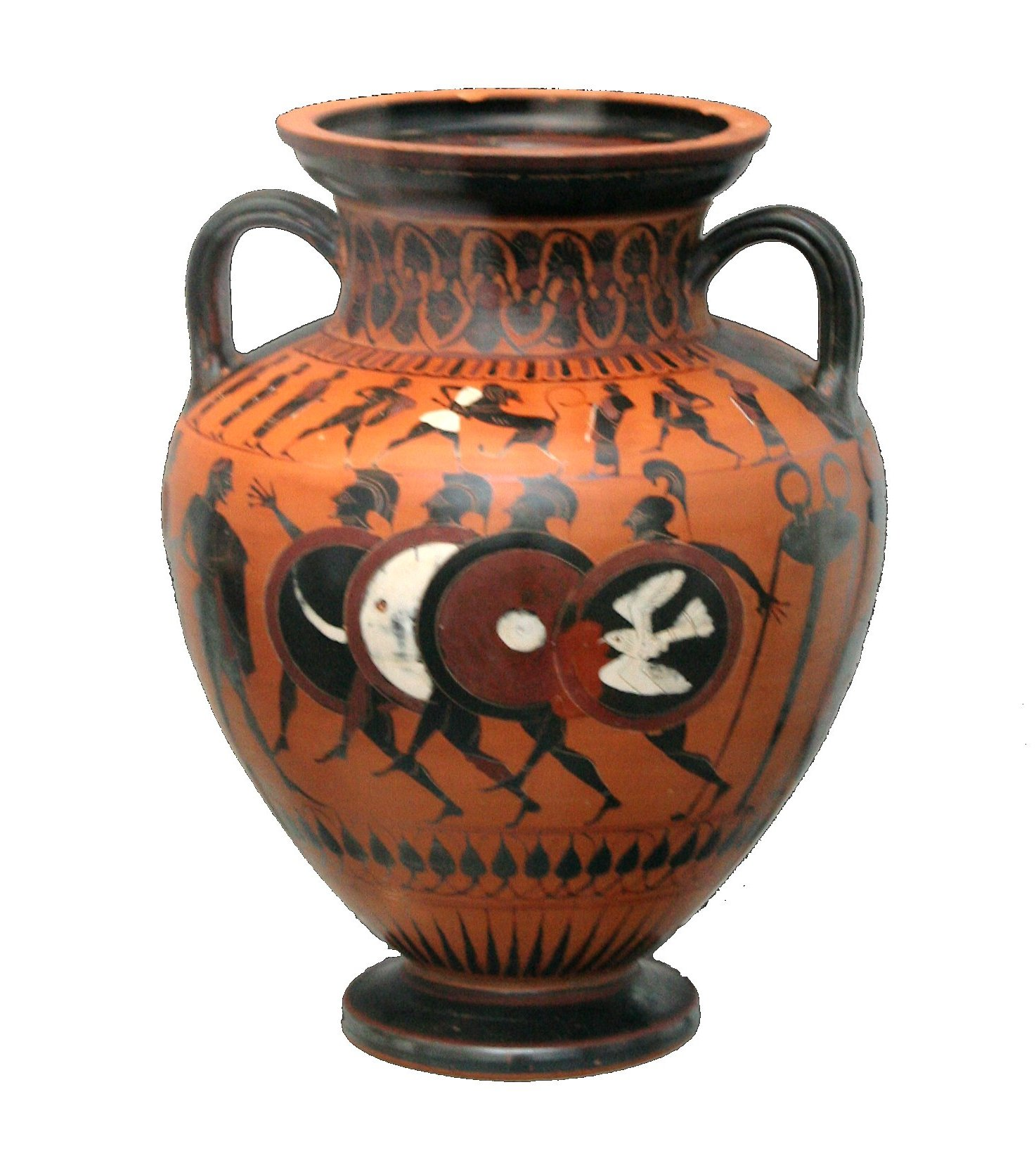
Бег с гоплоном. Ваза, около 550 года до н. э.
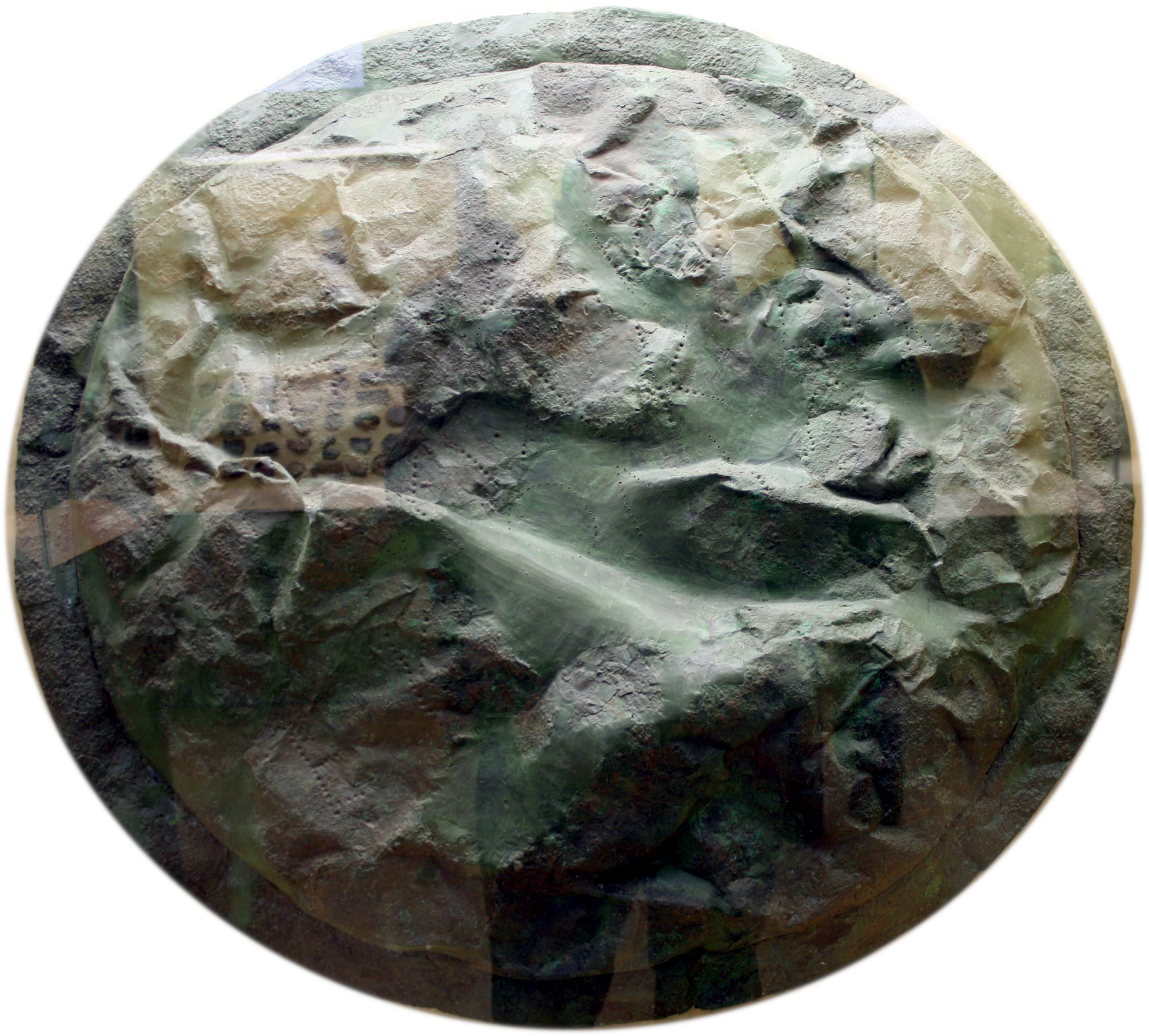
Спартанский гоплон, около 510 года до н. э., Афины, Музей агоры
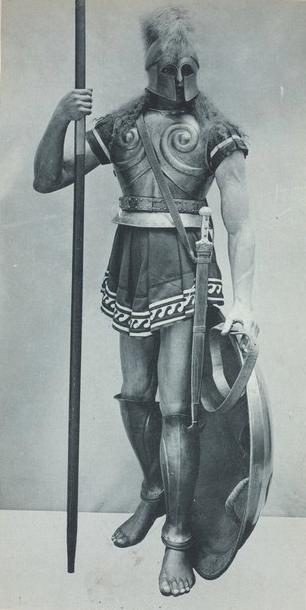
Спартанский гоплит
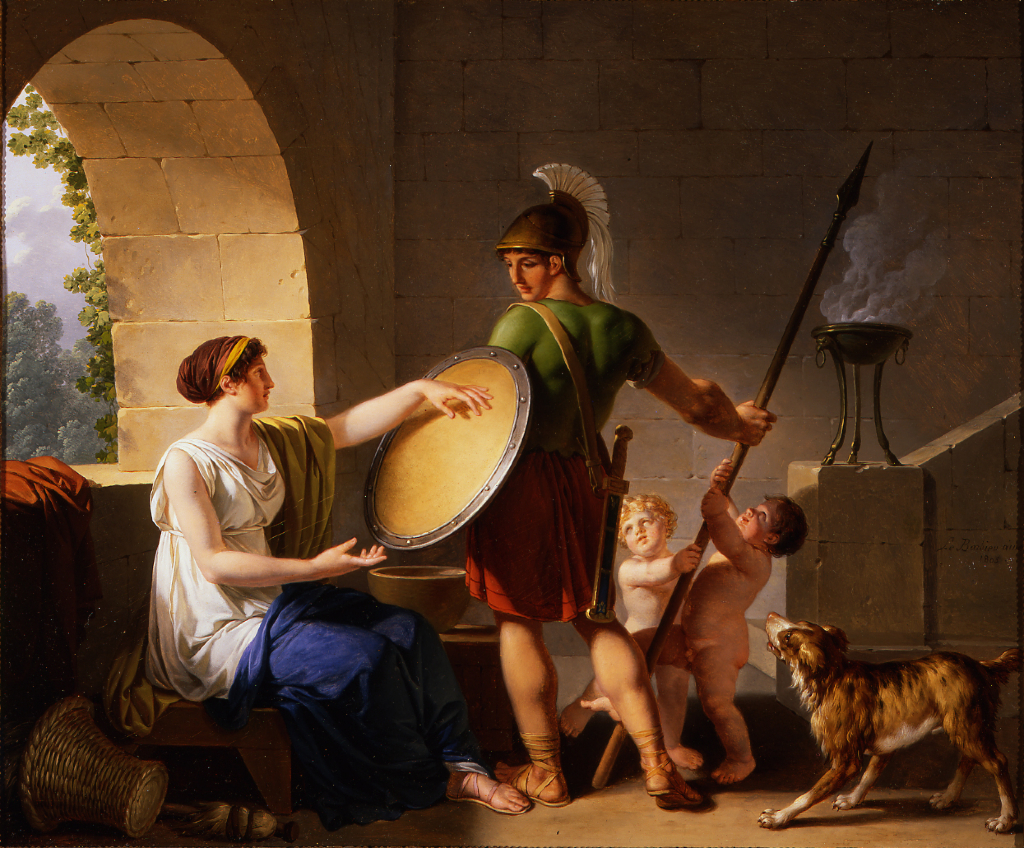
Жан-Жак-Франсуа Ле Барбье. Спартанка вручает щит своему сыну, около 1805

## Распространение фразеологизма в Новое время
Фразеологизм получил широкое распространение в латинском, более ясном для понимания, переводе, где щит не подразумевается, как в греческом оригинале, а упоминается напрямую. При этом иногда встречается дословный перевод с греческого языка без упоминания щита. В частности, такая фраза на латинском языке «Fili, inquit, aut cum hoc, aut in hoc revertere» находится в сочинении немецкого лютеранского церковного деятеля и писателя Йоганна Розфилда (лат. Johannes Rosinus, нем. Johann Roszfeld, около 1550—1626) под названием «Antiquitatum Romanarum corpus absolutissimum», которое впервые было издано в Базеле в 1585 году.

Флаг маниотов. Надпись: «Победа или смерть — С ним или на нём»

Фразеологизм был написан в форме «Победа или смерть — с ним или на нём» (др.-греч. «Νίκη ἢ Θάνατος — ἢ τὰν ἢ ἐπὶ τᾶς») на флаге маниотов — жителей местности в Пелопоннесе, которые считали себя потомками древних спартанцев. В эпоху турецкого владычества над Мореей, а затем и власти венецианцев (1687—1718), они фактически сохраняли независимость. У маниотов существовала клановая система, похожая на преступные структуры Южной Италии и Сицилии, была широко распространена вендетта, опорой семьи были похожие на крепость башни, число которых к началу XIX века составляло до 800.
Уже в XIX веке крылатое выражение прочно вошло в русский язык. «Иль на щите иль со щитом вернусь к тебе из Палестины» — строка из стихотворения в романе Нестора Кукольника «Эвелина де Вальероль», а также романса «Virtus antiqua» («Старинная доблесть», другое название — «Рыцарский романс») из цикла «Прощание с Петербургом», созданного на это стихотворение Михаилом Глинкой (1840). Романс посвящён Ф. П. Толстому.
Писатель и энциклопедист Мориц Михельсон приводит примеры из русской поэзии и прозы этого времени: «Смотри же… не ударь лицом в грязь и возвращайся с победой, со щитом иль на щите» (Григорий Данилевский «Девятый вал», 1874), «Тот не герой, кто лавром не увит, иль на щите не вынесен из боя» (Николай Некрасов «Уныние», 1874).
Другие примеры употребления в русской литературе: «Пожди — и сын твой с страшна бою иль на щите, иль под щитом, с победой, с славою, с женою, с трофеями приедет в дом» (Гавриил Державин. «На смерть графини Румянцевой», 1788); «Дайте мне руку на счастье… Левую — ближе к сердцу. Явлюсь послезавтра — со щитом или на щите! Мне что-то говорит: я вернусь победителем» (Иван Тургенев. «Вешние воды», 1872).
Встречается использование фразеологизма и в советской прозе: в эпопее Михаил Шолохов «Тихий Дон» отец говорит сыну, вернувшемуся после ранения на войне: «Ведь со щитом… а? Или как? Со щитом, говорю, прибыл?» (1925—1940, книга 3, часть 6, глава 5), в своём романе используют фразеологизм Ильф и Петров: «Но ещё смешнее было бы работать в полную силу после возвращения Полыхаева. Он вернулся, как говорил Бомзе, на щите, помещение осталось за ГЕРКУЛЕС’ом, и сотрудники посвящали служебные часы насмешкам над коммунотделом» («Золотой телёнок», 1931, часть 2, глава 11).
Отдельные случаи употребления фразеологизма зафиксированы в конце XX — начале XXI века. Виктор Цой сочинил песню «Красно-жёлтые дни», где есть слова: «И я вернусь домой — со щитом, а, может быть, — на щите, в серебре, а, может быть, — в нищете, но как можно скорей».
Филолог Борис Шварцкопф отмечает, что с течением времени произошла трансформация смысла фразеологизма. В русском языке закрепилось переносное значение «стать победителем (на щите!) или побежденным», а не первоначальное «стать победителем или погибнуть (на щите)». Он считает, что здесь, вопреки устоявшемуся значению, слова «на щите» обозначают часто не поражение, а победу. Причина — есть близкий фразеологизм («поднять на щит»). Он означает в русском языке «превозносить, восхвалять кого-нибудь» (от обряда провозглашения императора древнеримскими легионерами, которые поднимали его на щит). По его мнению, подмена смысла произошла в популярных романах Ильфа и Петрова «Золотой телёнок» и А. С. Макаренко «Флаги на башнях» (1938). Немецкая исследовательница Анке Левин-Штайнманн в своей книге «Тематический фразеологический словарь русского языка», изданной в Германии на русском языке, утверждает, что фразеологизм «Со щитом или на щите» является исчезающим и выходит из употребления.
Украина запустила проект «На щите» в 2014-м под названием «Эвакуация 200», но летом 2022 года ВСУ официально отказались от советской формулировки «груз 200» в отношении погибших солдат, и проект переименовали.